# Johan Sjöstrand
Johan Sjöstrand (født 26. februar 1987 i Skövde) er en svensk håndboldspiller, der spiller for Bjerringbro-Silkeborg Håndbold i den danske Håndboldliga. Han har tidligere spillet for IFK Skövde, SG Flensburg Handewitt, FC Barcelona Handbol, Aalborg Håndbold, THW Kiel og MT Melsungen, inden han kom til Bjerringbro-Silkeborg i 2020.
Han har i perioden 2008-2015 spillet 96 landskampe for svenske landshold. Han var med ved VM i håndbold i Kroatien i 2009, VM i håndbold i Sverige i 2011 samt OL 2012 i London, hvor han var med til at vinde sølvmedaljer. Sjöstrand havde i turneringen en redningsprocent på 41,5. I efteråret 2015 valgte han at stoppe på landsholdet og koncentrere sig om klubhåndbold.